# Jean de Sapinaud de Boishuguet
Pour les autres membres de la famille, voir Famille Sapinaud.
Jean-René-Prosper-Félicité de Sapinaud de Boishuguet, né le 14 décembre 1767 à Mortagne-sur-Sèvre, mort le 26 juin 1844 à Angers, est un militaire, écrivain et poète français, émigré en 1791.

## Biographie
Fils de Jean-Félix Prosper de Sapinaud de Boishuguet, émigré et de Jeanne-Ambroise-Michel Talour de la Cartrie.
Marié le 28 mars 1791 à la Chapelle-d'Aligné avec Françoise-Michelle-Flore Richard de Beauchamp,.

### Émigration
Il fut officier au Régiment d'Aquitaine, Infanterie pendant quinze ans sous l'ancien régime ou il est un proche du marquis Charles de Bonchamps,. 
Puis, au moment de la Révolution française, il émigre en 1791, embarqué à Anvers aux Pays-Bas autrichiens puis débarqué à Berg-op-Zoom avec ses compatriotes La Noüe, Dumesnil Dupineau, Bucher de Chauvigné, Sainte-Marie et La Frégeolière, il rejoint l'Armée des Princes ou il est nommé par le duc d'York, lieutenant dans les uhlans britanniques du comte Louis de Bouillé, après avoir tué un colonel républicain à la bataille de Nimèguespendant la campagne de hollande.  
Vers 1795, il séjourne en Angleterre dans le régiment de Lowenstein,. (il participe notamment à l'expédition de Quiberon[réf. nécessaire])  

### Chouannerie
En 1795, il rejoint les insurgés vendéens, il était le cousin et le neveu des généraux Sapinaud de la Rairie et Sapinaud de la Verrie. 
Sous la Restauration, il est fait chevalier de l'ordre de Saint-Louis. Il est mort en son domicile rue Milton, en 1844 à Angers.

## Œuvres
Ses trois œuvres principales, plusieurs fois rééditées chacune, sont :
- Les Psaumes en vers françois[2],[9](traduction des psaumes en vers ; 1818 et 1823) : cette traduction en vers est considérée comme l'une des meilleures avec celle du cardinal de Boisgelin[10]
- L'Imitation de Jésus-Christ [11](traduite en vers ; édité en 1839 puis en 1844)
- Élégies vendéennes (dédiées à Mme la marquise de La Rochejaquelin) (1820)[12]

Il fut aussi l'auteur de :
- Mémoires sur la Vendée (1823)
- Nouvelles notices sur la Vendée, faites dans un voyage en 1820 (précédées de strophes intitulées : "L'Émigré rentrant dans la Vendée à la fin de la première guerre) (1822)
- Le Cimetière et le Printemps de Gray (traduction)  (1822)
- Notices sur quelques généraux vendéens.
- Élégie sur la mort du duc de Berry (1820)
- Recueil de poésies sacrées (par Louis Racine)
- Nouvelles notices sur la Vendée (faisant suite aux Élégies vendéennes)

## Décorations
- Chevalier de l'Ordre royal et militaire de Saint-Louis le 17 janvier 1815[3].

## Pour approfondir